# Quibdó
Quibdó é um município da Colômbia, localizado no departamento de Chocó.